# Вершниця (станція)
Вершниця — проміжна станція 5-го класу Коростенської дирекції Південно-Західної залізниці лінії Коростень — Житомир. Розміщена у Звягельському районі біля села Вершниця.
Розташована між станціями Рихальська (10 км) та Звягель I (10 км).
Станція виникла 1929 року як роз'їзд. Електрифікована 2006 року. На станції зупиняються приміські потяги. У 2017 році роз'їзд переведений у розряд станцій.

## Розклад
- Розклад руху приміських поїздів.